# 拉氏短吻獅子魚
拉氏短吻獅子鱼，为輻鰭魚綱鮋形目杜父魚亞目狮子鱼科的其中一種。分布於西北大西洋區，包括加拿大聖羅倫斯河河口、新斯科細亞、紐芬蘭島、美國東北部等海域，本魚頭大，身體細長，體白色，腹部灰白色，鰭膜銀色，背鰭軟條46至58枚；臀鰭軟條42至51枚，體長可達8.1公分，棲息在水深20至668公尺的水域，生活習性不明。